# إنغويلر
إنغويلر (بالفرنسية: Ingwiller) هي بلدية تقع في إقليم الراين الأسفل من منطقة ألزاس في شمال شرق فرنسا. تبلغ مساحة هذه المدينة 18.05 (كم²)، يبلغ عدد سكانها 4060 نسمة حسب إحصاء المعهد الوطني للإحصاء والدراسات الاقتصادية سنة 2009 م. وترأس Hugues Danner البلدية خلال فترة (2001 - 2008 - 2014).

## أعلام
- بيير جاكي
- ريجيس دورن
- ميشيل بيري

## وصلات خارجية
- صفحة البلدية على موقع المعهد الوطني للإحصاء والدراسات الاقتصادية (بالفرنسية)